# Платонов (Волгоградская область)
Платонов — хутор в Клетском районе Волгоградской области России. Входит в состав Перекопского сельского поселения. Население 11 чел. (2010) .

## История
В соответствии с Законом Волгоградской области от 14 февраля 2005 года № 1003-ОД «Об установлении границ и наделении статусом Клетского района и муниципальных образований в его составе», хутор вошёл в состав образованного Перекопского сельского поселения.
Война

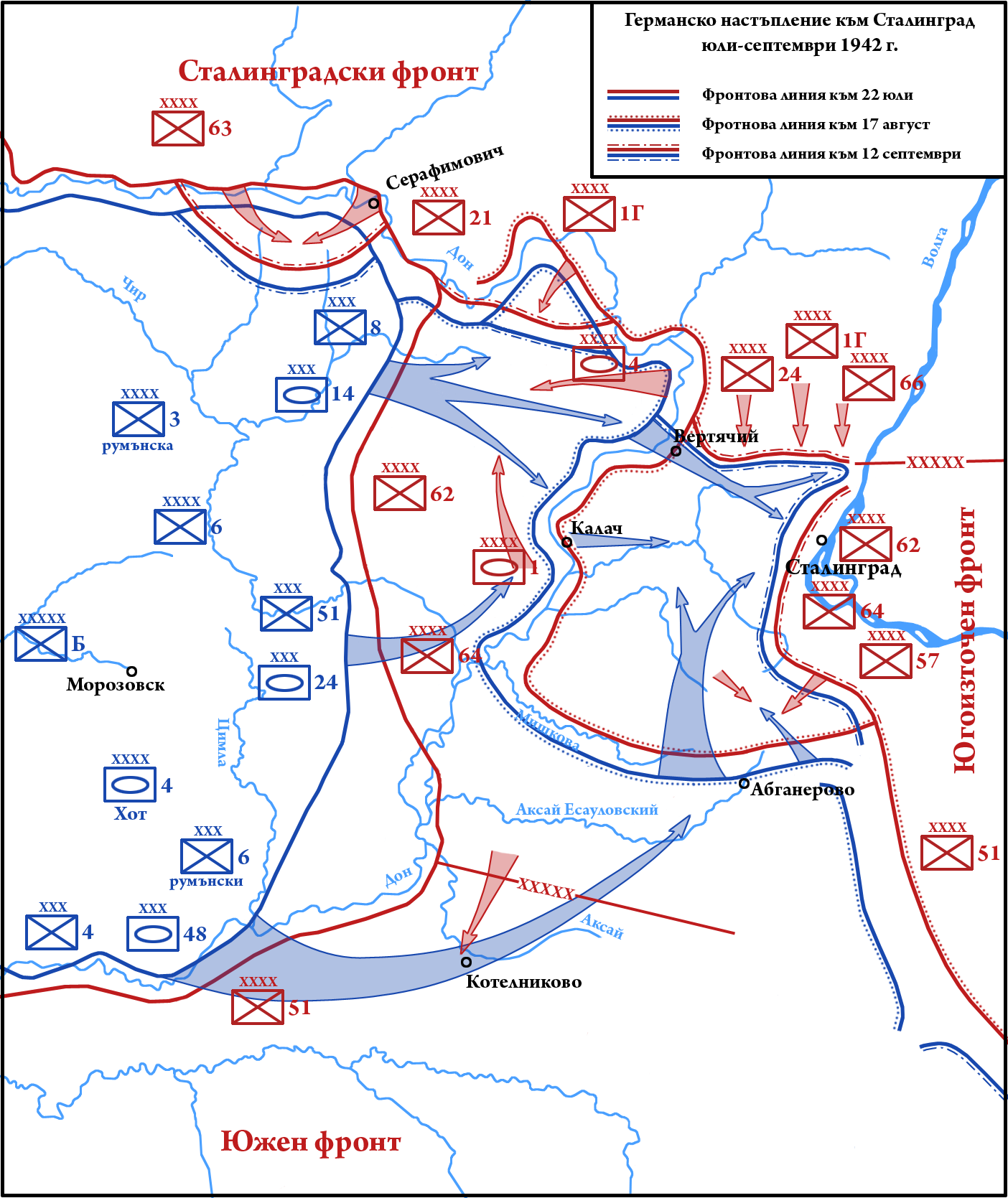
Сражение у Калача (август 1942)

23 июля 1942 года в районе хутора произошел бой 40-й танковой бригады РККА со 103-м и 106-м танковыми батальонами 3-й моторизованной дивизии вермахта. Попытка советских танков прорваться на помощь группировке окруженной северо-западнее Платонова не удалась. Понеся потери, 40-я бригада повернула назад.

## География
Расположен в северо-западной части региона, в степи, в пределах Донской гряды, являющейся частью Восточно-Европейской равнине, на р. Куртлак.
Уличная сеть состоит из двух географических объектов: Казачий пер. и ул. Центральная.
Абсолютная высота 151 метр над уровнем моря.

## Население
| 2010 |
| ---- |
| 11   |

Гендерный состав
По данным Всероссийской переписи населения 2010 года в гендерной структуре населения из 11 человек мужчин — 5, женщин — 6 (45,5 и 54,5 % соответственно).
Национальный состав
Согласно результатам переписи 2002 года, в национальной структуре населения
русские составляли 76 % от общей численности населения в 17 чел..
По данным переписи 2020 года в национальной структуре населения даргинцы составляли 66,67 %

## Инфраструктура
Личное подсобное хозяйство.

## Транспорт
Просёлочные дороги.